# Eva Pagels
Eva Pagels (geb. 31. Oktober 1954) ist eine ehemalige Hockey-Nationalspielerin.
Eva Pagels (jetzt verheiratete Plotek) war eine Hockeyspielerin bei Eintracht Braunschweig. Sie wurde schon früh in die deutsche Hockeynationalmannschaft der Damen berufen, in der sie insgesamt 61 Mal für Deutschland spielte. Mit ihrem Verein, in dem sie sowohl im Feldhockey als auch in der Halle eingesetzt wurde, wurde sie 1973, 1974 und 1975 Deutscher Meister im Hallenhockey und 1974–76 und 1978 Deutscher Meister im Feldhockey. Mit der deutschen Nationalmannschaft errang sie bei den Weltmeisterschaften im Feldhockey 1978 und 1979 die Silbermedaille. Höhepunkt ihrer Karriere war 1981 der Gewinn der Goldmedaille im Feldhockey. Für diese Leistung wurde sie 1981 mit dem Silbernen Lorbeerblatt ausgezeichnet. Insgesamt absolvierte sie 61 Länderspiele. Außerdem wurde sie 1988 in das Ehrenportal des niedersächsischen Sports aufgenommen.